# Llista d'òperes basades en Orfeu

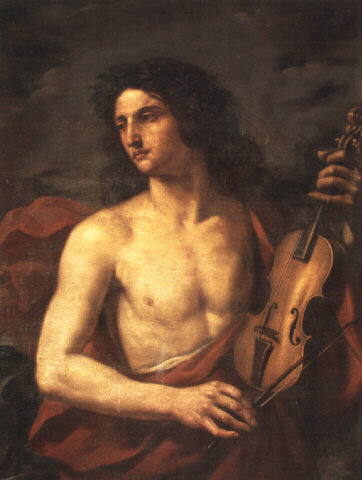
Orfeu tocant el violí en una pintura del de Cesare Gennari

Les òperes basades en el mite d'Orfeu, i especialment la història del viatge d'Orfeu als inferns per rescatar la seva estimada, Eurídice, es troben entre els primers exemples d'aquesta forma d'art i encara segueixen sent escrites en el segle XXI. Orfeu, l'heroi grec, les cançons del qual encantaren els déus, ha assolit una situació tan emblemàtica com una metàfora del poder de la música. La següent és una llista d'òperes (i obres en gèneres relacionats) sobre la base del seu mite. Les obres s'enumeren cronològicament per la seva data d'estrena amb els seus compositors. En els casos en què l'òpera mai es va realitzar, es dona la data aproximada de la composició.

## 1600 - 1699
- 1600 - Jacopo Peri – Euridice, la primera autèntica òpera de la qual ha sobreviscut la música fins als nostres dies.[2]
- 1602 - Giulio Caccini – Euridice
- 1607 - Claudio Monteverdi – L'Orfeo de Monteverdi, àmpliament considerada com la primera obra mestra de l'òpera.[3]
- 1616 - Domenico Belli - Orfeo dolente, un conjunt d'intermedis que es va estrenar entre els actes d'Aminta de Torquato Tasso.
- 1619 - Stefano Landi – La morte d'Orfeo
- 1647 - Luigi Rossi – Orfeo, primera òpera italiana estrenada a França.[4] La mateixa dona de Rossi va morir mentre estava component la música.
- 1654 - Carlo d'Aquino – Orfeo
- 1659 - Johann Jakob Löwe von Eisenach – Orpheus von Thracien
- 1672 - Antonio Sartorio – Orfeo
- 1673 - Matthew Locke - Orpheus and Euridice, una masquerada representada entre els actes de The Empress of Morocco de Elkanah Settle.
- 1676 - Giuseppe di Dia – Orfeo
- 1677 - Francesco della Torre – Orfeo
- 1683 - Johann Philipp Krieger – Orpheus und Eurydice
- 1683 - Antonio Draghi – La lira d'Orfeo
- c 1685 - Marc-Antoine Charpentier – La descente d'Orphée aux enfers
- 1689 - Bernardo Sabadini – Orfeo
- 1690 - Louis Lully – Orphée
- 1698 - Reinhard Keiser – Die sterbende Eurydice oder Orpheus
- 1699 - André Campra – Orfeo nell'inferni

## 1700 - 1799
- 1701 - John Weldon – Orpheus and Euridice
- 1715 - Johann Joseph Fux – Orfeo ed Euridice
- 1726 - Georg Philipp Telemann – Orpheus
- 1740 - John Frederick Lampe – Orpheus and Eurydice
- c. 1740 - Jean-Philippe Rameau – (unfinished project)
- 1749 - Giovanni Alberto Ristori – I lamenti d'Orfeo
- 1750 - Georg Christoph Wagenseil – Euridice
- 1752 - Carl Heinrich Graun – Orfeo
- 1762 - Christoph Willibald Gluck – Orfeu i Eurídice (versió francesa, Orphée et Euridice, 1774)
- 1767 - François Hippolyte Barthélemon – The Burletta of Orpheus
- 1775 - Antonio Tozzi – Orfeo ed Euridice
- 1776 - Ferdinando Bertoni – Orfeo ed Euridice (sobre el mateix llibret que la de Gluck)
- 1781 - Luigi Torelli – Orfeo
- 1785 - Friedrich Benda – Orpheus
- 1786 - Johann Gottlieb Naumann – Orpheus og Eurydice
- 1788 - Carl Ditters von Dittersdorf – Orpheus der Zweyte
- 1788 - Johann Friedrich Reichardt – Orpheus
- 1789 - Vittorio Trento – Orfeo negli Elisi
- 1791 - Joseph Haydn – L'anima del filosofo, ossia Orfeo ed Euridice
- 1791 - Ferdinando Paer – Orphée et Euridice
- 1792 - Peter Winter – Orpheus und Euridice
- 1793 - Prosper-Didier Deshayes – Le petit Orphée (paròdia de l'òpera de Gluck)
- 1796 - Luigi Lamberti – Orfeo
- 1796 - Francesco Morolin – Orfeo ed Euridice
- c.1796 - Antoine Dauvergne – Orphée (no estrenada)
- 1798 - Gottlob Bachmann – Der Tod des Orpheus/Orpheus und Euridice

## 1800 - 1899
- 1802 - Carl Conrad Cannabich – Orpheus
- 1807 - Friedrich August Kanne – Orpheus
- 1813 - Ferdinand Kauer – Orpheus und Euridice, oder So geht es im Olympus zu
- 1814 - Marchese Francesco Sampieri – Orfeo (cantata?)
- 1858 - Jacques Offenbach - Orphée aux enfers
- 1860 - Gustav Michaelis – Orpheus auf der Oberwelt
- 1867 - Karl Ferdinand Konradin – Orpheus im Dorfe (opereta)

## 1900 -
- 1907 - Fernando de Azevedo e Silva – A morte de Orfeu
- 1907–16 - Claude Debussy – (projecte inacabat)
- 1913 - Jean Roger-Ducasse – Orphée, estrenada a l'Opéra Garnier en una producció d'Ida Rubinstein.
- 1925 - Gian Francesco Malipiero – L'Orfeide, cicle en tres parts: I.La morte delle maschere, II.Sette canzoni, III. Orfeo
- 1925 - Darius Milhaud – Les malheurs d'Orphée, òpera de cambra amb llibret d'Armand Lunel i corografia de George Skibine.
- 1926 - Ernst Krenek – Orpheus und Eurydike
- 1932 - Alfredo Casella – La favola d'Orfeo, òpera de cambra basada en L'Orfeo de Poliziano
- 1956 - Tom Jobim, Vinícius de Moraes – Orfeo da Conceição (portada al cinema com Black Orpheus)
- 1978 - Hans Werner Henze – Orpheus (versió vienesa de 1986)
- 1986 - Harrison Birtwistle – The Mask of Orpheus
- 1993 - Philip Glass – Orphée, òpera de cambra amb llibret adaptat pel compositor a partir del film de Jean Cocteau amb el mateix nom
- 1996 - Lorenzo Ferrero - La nascita di Orfeo, acció musical en un acte, llibret de Lorenzo Ferrero i Dario Del Corno, estrenada al Teatro Filarmonico
- 2005 - Ricky Ian Gordon – Orpheus and Euridice